# Nieuwezijds Kolk

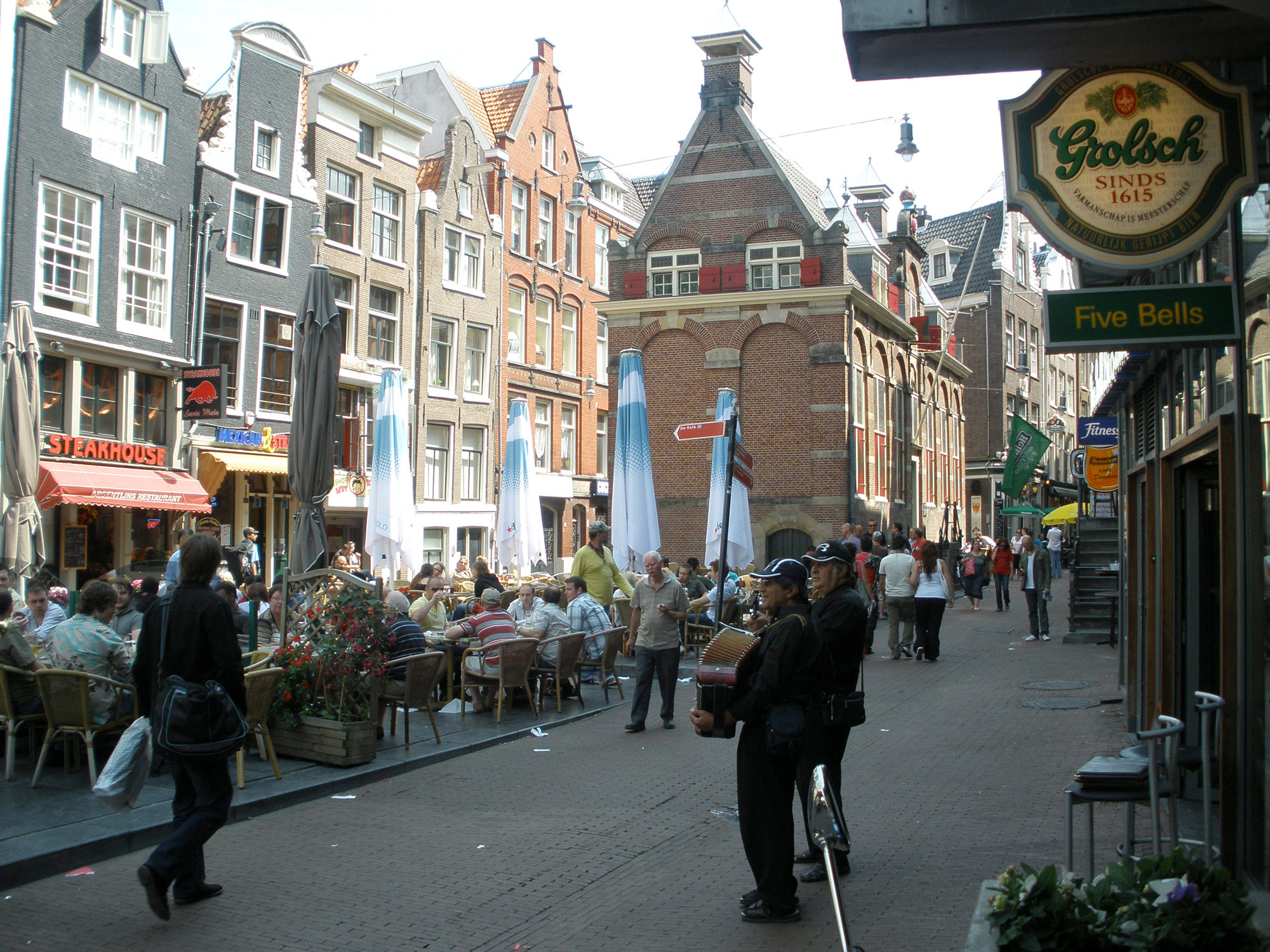
Nieuwezijds Kolk met zicht op Korenmetershuisje; 2008

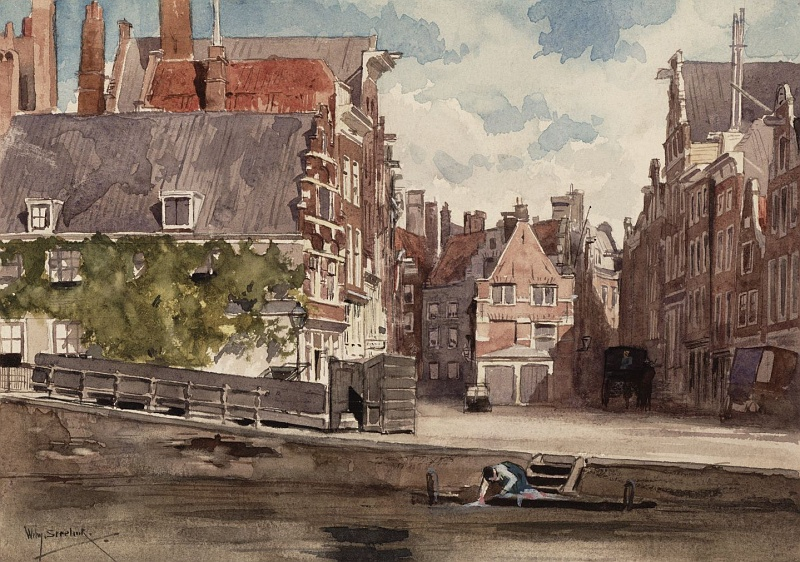
Nieuwezijds Kolk met zicht op Korenmetershuisje. Schilderij van Willem Steelink jr; tussen 1880 en 1884.

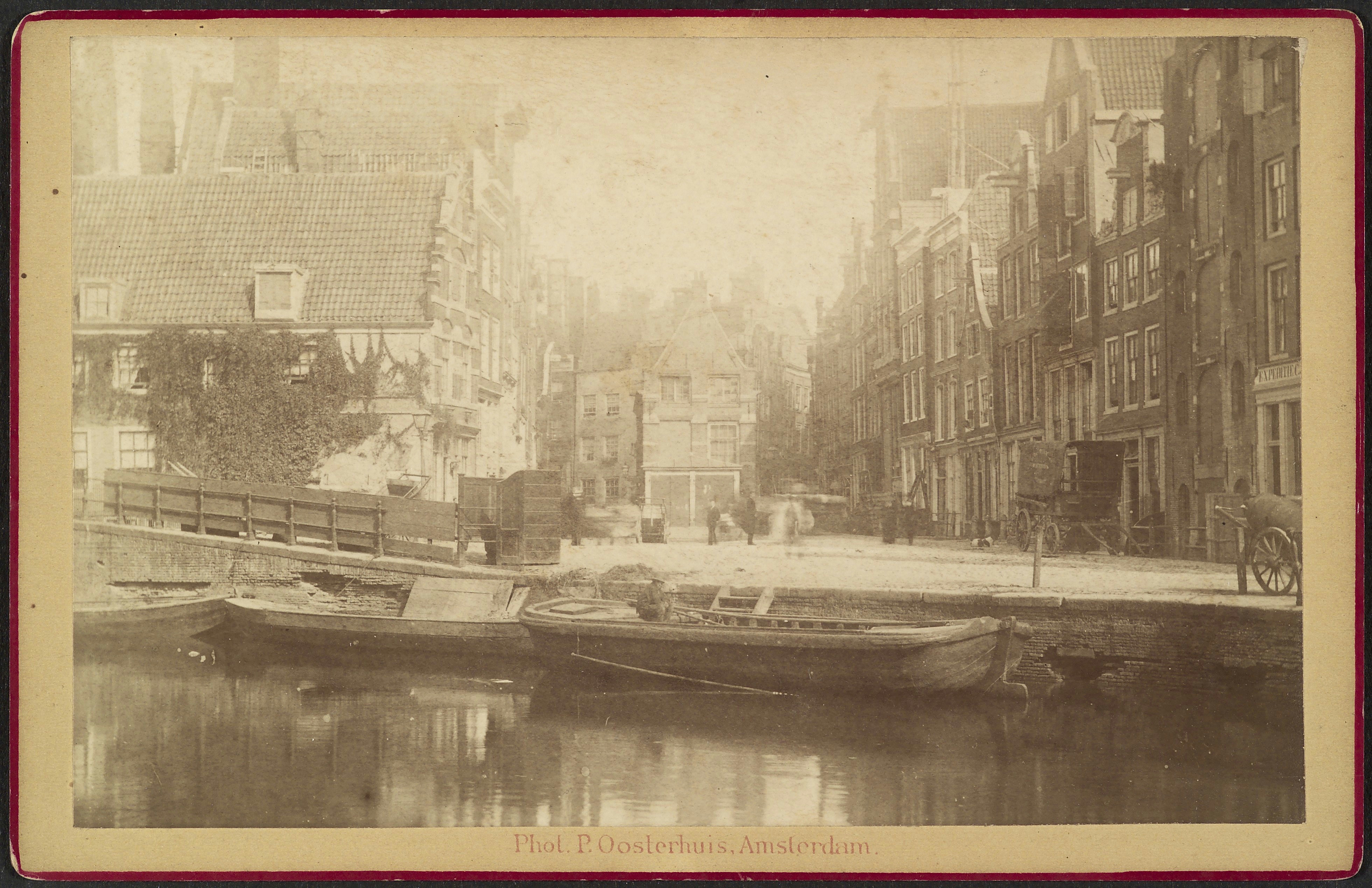
Nieuwezijds Kolk met zicht op Korenmetershuisje in de 19e eeuw.

De Nieuwezijds Kolk (vaak kortweg "De Kolk" genoemd) is een pleintje in het centrum van Amsterdam. Het grenst aan de Nieuwezijds Voorburgwal en is via de Kolksteeg verbonden met de Nieuwendijk.
Midden op het plein staat het Korenmetershuisje, gebouwd in 1620 voor het gilde van korenmeters. Het is een van de weinige Amsterdamse gildehuizen die bewaard zijn gebleven.
De Nieuwezijds Kolk is waarschijnlijk het oudste stukje bewoond gebied van de stad. Hier mondde in de Middeleeuwen de Boerenwetering (via de Nieuwezijds Voorburgwal; in 1884 gedempt) uit in de Amstel (Damrak).
De archeologische opgravingen die hier zijn uitgevoerd hebben belangrijke informatie verschaft over de vroegste geschiedenis van Amsterdam. Tijdens opgravingen in 1994 en 1999 werden resten aangetroffen van een ommuurde versterking uit de 13e eeuw, mogelijk een door Floris V gesticht kasteel. Ook zijn vroeg-13de-eeuwse woonhuizen en werkplaatsen van ambachtslieden opgegraven.
Op de hoek van de Nieuwezijds Kolk en Boerenwetering werd in 1300 de eerste windmolen van Amsterdam gebouwd. De Kolk werd eind 15e eeuw gedempt en hierna gebruikt als veemarkt. Vanaf 1542 werd het gebruikt als laad- en losplaats voor bierschepen, en kwamen er veel pakhuizen en handelshuizen.
Vanaf de jaren '60 stond hier de studentensociëteit Akhnaton, die zich midden jaren '70 ontwikkelde tot een open jongerensoos. In de jaren 1980 en 1990 was de Nieuwezijds Kolk een krakersbolwerk. In twee van de gekraakte panden, De Dirk en De Kolk, werden veel verschillende activiteiten georganiseerd door de krakersbeweging.
Ondanks heftige protesten werd midden jaren negentig op de Nieuwezijds Kolk flink gesloopt waarna grootschalige nieuwbouw werd gerealiseerd, met onder meer het inmiddels ontmantelde Winkelcentrum de Kolk (architect: Ben van Berkel) en het hotel Golden Tulip Amsterdam.
|  |  |

## Verkeer en vervoer
De halte Nieuwezijds Kolk wordt gebruikt door:
- de tramlijnen 2, 12, 13 en 17
- de nachtbussen N82, N83 en N84 van het GVB
- de nachtbussen N47, N57 en N97 van Connexxion

De ondergrondse parkeergarage De Kolk bevindt zich onder de Nieuwezijds Voorburgwal ter hoogte van de Nieuwezijds Kolk.